# تپه پشت جوی حسن ۳
بقایای تپه پشت جوی حسن ۳ مربوط به دوران‌های تاریخی پس از اسلام است و در شهرستان شوشتر، ۲۰۰ متری شرق مهدی‌آباد واقع شده و این اثر در تاریخ ۲۳ بهمن ۱۳۸۰ با شمارهٔ ثبت ۴۷۴۹ به‌عنوان یکی از آثار ملی ایران به ثبت رسیده است.